# Nowa synagoga w Służewie
Nowa synagoga w Służewie – znajdowała się przy ulicy Marii Wodzińskiej. Została zniszczona przez Niemców podczas II wojny światowej. Po wojnie nie została odbudowana.